# Милчо Танев
Милчо Танев е български футболист, полузащитник. Състезава се за отбора на Берое. Висок е 182 см и тежи 82 кг. Предходни отбори, за които е играл са ФК Траяна (Стара Загора) [юноши], Берое (Стара Загора), Берое АКБ (Стара Загора), АКБ Миньор (Раднево), ФК Локомотив (Стара Загора).